# Никола Јовановић (сликар)
Никола Јовановић (XIX век) био је српски сликар и иконописац.
Никола Јовановић је око 1840-1845 сликао иконе по сеоским црквама у околини Београда (Обреновац, Орашац, Вранић Јабучје). Његово дело означава прелаз од зографске уметности ка сликарству практикованим у централној Европи.